# Ipernova (singolo)
Ipernova è un singolo del rapper italiano Mr. Rain pubblicato il 5 gennaio 2018 per l'etichetta Warner Music Italy. La canzone è stata certificata prima con il disco d'oro e poi con il platino.

## Tracce
1. Ipernova

## Classifiche
| Classifica (2018) | Posizione |
| ----------------- | --------- |
| Italia            | 17        |